# Ascension de ponts

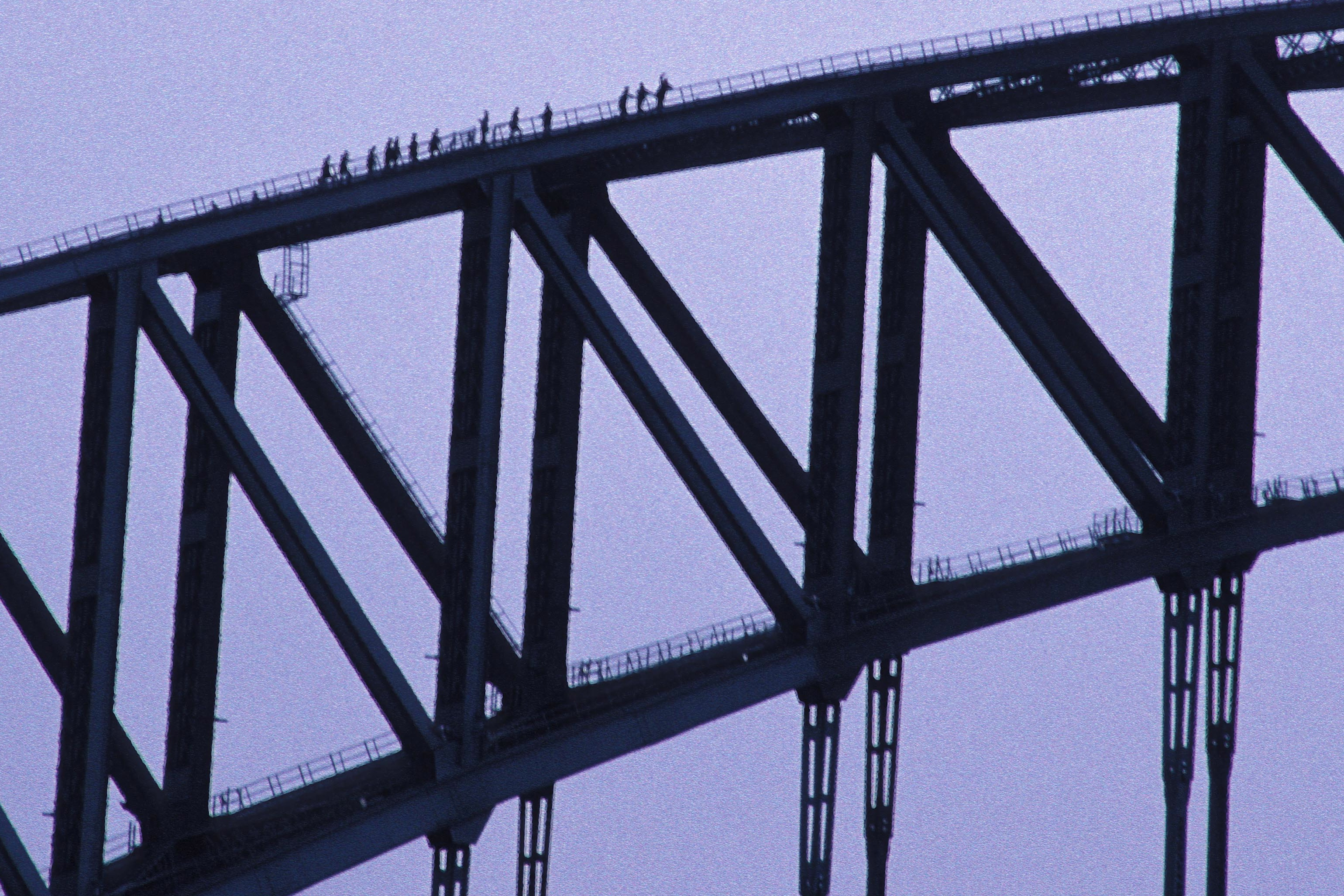
Silhouettes de grimpeurs sur l'Harbour Bridge de Sydney.

L'ascension de ponts aussi connu comme Escalade de ponts, est une activité touristique consistant à arpenter un grand pont sécurisé par du matériel d'escalade. Elle est particulièrement développée en Océanie, où elle se pratique sur l'Auckland Harbour Bridge d'Auckland, en Nouvelle-Zélande, mais aussi sur l'Harbour Bridge de Sydney et le Story Bridge de Brisbane, en Australie.